# 고세진
고세진(高世鎭, 1933년 10월 20일 ~ 1997년 5월 11일)은 대한민국의 기업인, 정치인이다 제13대 국회의원을 지냈다.

## 역대 선거 결과
|  | 41.45% |

|  | 23.84% |